# Haste Worte?
Haste Worte? ist ein Karten- und Wortfindungsspiel der deutschen Spieleautoren Michael Kiesling und Wolfgang Kramer, das im Jahr 1997 bei dem Verlag F.X. Schmid (heute Ravensburger AG) sowie ab 2009 auch bei Huch! & friends erschien.

## Thema und Ausstattung
Haste Worte? ist ein Wortfindungsspiel, bei dem die bis zu acht Mitspieler in einer vorgegebenen Zeit zu einer jeweils vorgegebenen Kategorie möglichst so viele Wörter finden und notieren, die sich nicht mit denen anderer Mitspieler überschneiden, wie sie selbst vorher getippt haben. Ziel des Spiels ist es, möglichst viele originelle Begriffe zu einer Aufgabenstellung zu finden und zugleich den Einfallsreichtum der Mitspieler richtig einzuschätzen.
Das Spielmaterial ist abhängig von der jeweiligen Ausgabe des Spiels. In der Ausgabe von Huch! & friends besteht es aus
- 48 Aufgabenkarten mit jeweils zehn Aufgaben,
- 48 Tippkarten mit den Werten 1 bis 6 in acht Farben,
- 12 Handicapkarten,
- einer Start- und einer Zielkarte,
- acht Spielfiguren,
- einem Schreibblock und
- einer Sanduhr.

In der ursprünglichen Ausgabe von F.X. Schmid wurde das Spiel auf einem Spielbrett mit 84 Bgriffskarten gespielt, das Spielfeld wurde später durch eine Kartenauslage ersetzt.

## Spielweise

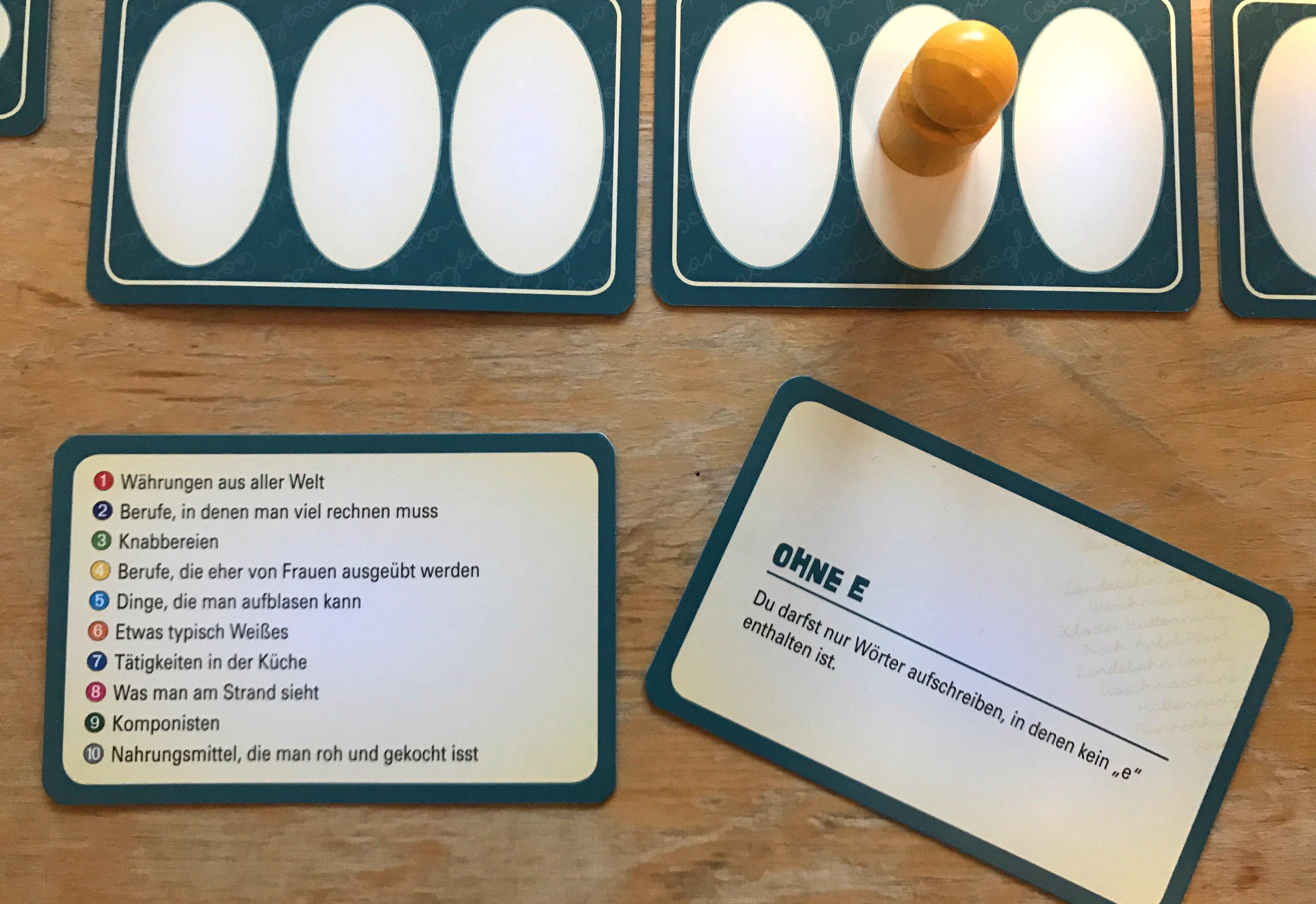
Aufgaben- und Handicapkarte

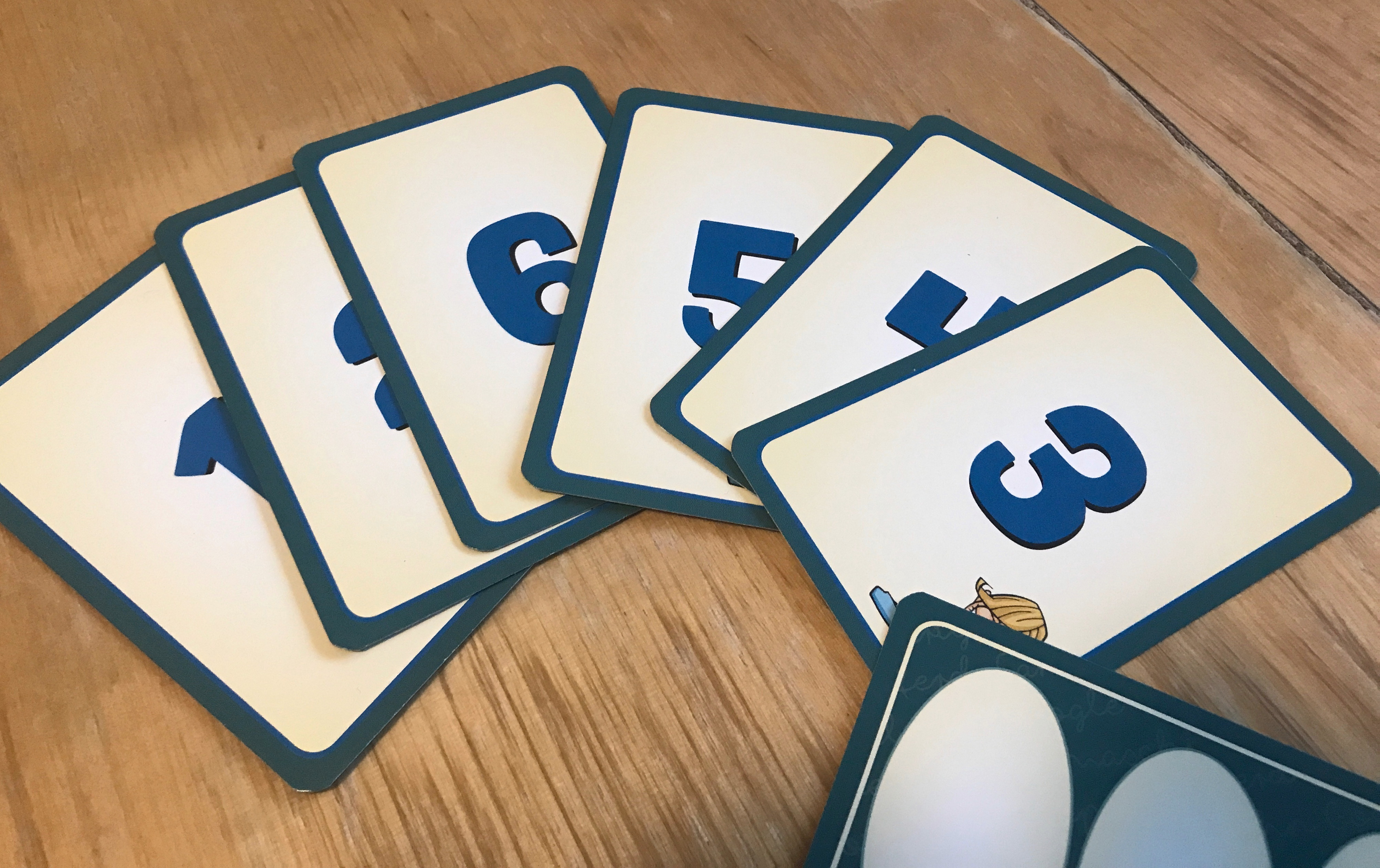
Tippkarten

Zur Spielvorbereitung werden die Aufgabenkarten und die Handicapkarten jeweils einzeln gemischt und in der Tischmitte als verdeckter Nachziehstapel ausgelegt. Aus den Start- und Zielkarten sowie acht umgedrehten Aufgabenkarten und vier Handicapkarten wird eine Laufstrecke ausgelegt. Jeder Spieler wählt eine Farbe und bekommt jeweils eine Spielfigur, die auf die Startkarte gestellt wird, und die sechs Tippkarten seiner Farbe sowie einen Zettel vom Block und einen Bleistift. Zu Beginn der Partie einigen sich die Spieler auf eine Zahl von 1 bis 10, um die Aufgaben festzulegen.
Ein Startspieler bzw. Spielleiter  bekommt die Sanduhr. Er nimmt die oberste Aufgabenkarte und liest die Aufgabe mit der gewählten Nummer vor, danach dreht er die Sanduhr um. Alle Spieler schreiben nun in der vorgegebenen Zeit Begriffe zu der Aufgabe auf. Nachdem die Sanduhr durchgelaufen ist, müssen alle Spieler die Stifte beiseite legen. Steht ein Mitspieler zu Beginn einer Runde auf einem Handicap-Feld, muss er die oberste Handicap-Karte umdrehen und vorlesen. Die darauf notierte Anweisung gilt dabei nur für diesen Spieler.
Jeder Spieler nimmt nun sein Deck aus Tippkarten und legt verdeckt einen Tipp darüber ab, wie viele korrekte Antworten er werten kann. Dafür darf er einzelne Karten und die Summe bilden, der Maximalwert beträgt 21. Alle Tipps werden gemeinsam aufgedeckt, dadurch ergibt sich eine Vorlesereihenfolge: Der Spieler mit dem niedrigsten Tipp beginnt, seine Begriffe vorzulesen und wählt dafür so viele aus, wie er getippt hat. Alle anderen Spieler müssen ihre Liste mit den vorgelesenen Begriffen vergleichen und streichen die Wörter durch, die bereits genannt wurden. Danach lesen die anderen Spieler in der durch die Tipps vorgegebenen Reihenfolge vom Niedrigsten zum höchsten Tipp ihre verbliebenen Listen vor und dürfen dabei keine Dubletten zu den vorhergehenden Spielern nennen; bei einem Gleichstand ist derjenige dran, der im Uhrzeigersinn näher zum Spielleiter sitzt. Unabhängig davon, ob sie ihren Tipp noch erfüllen können, lesen sie ihre Listen vor und die nachfolgenden Spieler streichen weiter ab. Alle Spieler, die so viele Begriffe nennen konnten, wie sie getippt haben, dürfen danach mit ihrer Spielfigur auf der Laufstrecke um diesen Wert vorrücken. Spieler, die ihren Tipp nicht erfüllen konnten, bleiben stehen.
Das Spiel endet, wenn ein Spieler mit seiner Spielfigur das Zielfeld erreicht, dieser Spieler gewinnt das Spiel. Schaffen es mehrere Spieler in einer Runde, auf das Zielfeld zu kommen, gewinnt der Spieler, der am weitesten über das Zielfeld hinaus ziehen würde.

## Haste Worte?-Würfelspiel

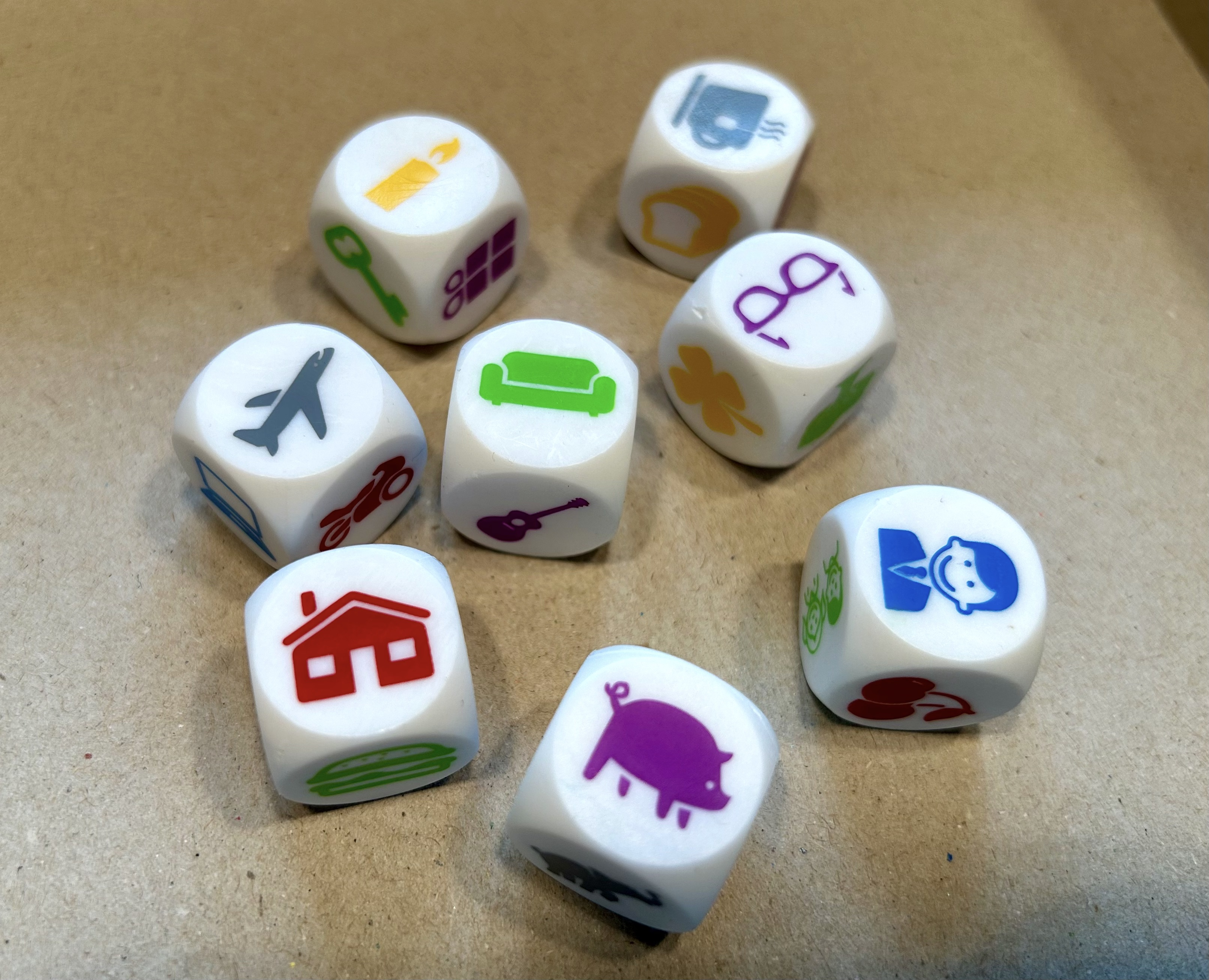
Würfel für die Würfelspielversion

Bei der 2018 erschienenen Würfelspielversion von Hartwig Jakubik werden die Kategorien durch Würfel statt Karten vorgegeben. Das Spiel beinhaltet acht sechsseitige Würfel, auf deren Seitenflächen unterschiedliche Symbole abgebildet sind. Um das Spiel zu spielen, wird zudem Schreibgerät benötigt, um Begriffe zu notieren.
Jeder Spieler bekommt ein Blatt Papier und einen Stift, um Wörter aufzuschreiben. Zudem wird vorab festgelegt, wie viele Runden gespielt werden sollen. Danach beginnt ein Startspieler, indem er alle acht Würfel wirft und einen Würfel auswählt, der offen in die Mitte gelegt wird und damit das Thema der Runde vorgibt. Danach würfelt er erneut alle restlichen Würfel und legt sie etwas abseits ebenfalls in die Tischmitte. Danach schreiben alle Mitspieler Begriffe auf, die mit dem Thema und jeweils einem weiteren Würfel verknüpft sind. Sobald ein Mitspieler vier Begriffe notiert hat, darf er die Runde stoppen; wenn ein Spieler die Runde gestoppt hat, dürfen die anderen Spieler nicht mehr schreiben. Der Spieler, er die Runde beendet hat, liest seine Begriffe laut vor. Immer, wenn ein Begriff auch von mindestens einem weiteren Spieler genutzt wurde, müssen diese den Begriff streichen. Der vorlesende Spieler bekommt danach Punkte für alle übrigen Wörter und der nächste Spieler liest seine Begriffe vor. Wenn in einer Runde ein Spieler keinen Begriff streichen musste, erhält er einen zusätzlichen Punkt. Nach der Abrechnung ist der nächste Spieler an der Reihe, die Würfel zu werfen und ein Thema auszusuchen.
Das Spiel endet nach der vorher vereinbarten Anzahl Runden. Gewinner ist der Spieler mit den meisten Punkten.

## Veröffentlichungen
Das Spiel Haste Worte? wurde von Michael Kiesling und Wolfgang Kramer entwickelt und 1997 bei dem Verlag F.X. Schmid. In der Folge erschienen weitere Ausgaben beider Verlage, nach der Übernahmen von F.X. Schmid durch Ravensburger auch dort, und 2003 veröffentlichte auch das Spielefachgeschäft Spielzeit! in Krefeld eine Ausgabe des Spiels. Ab 2009 war das Spiel auch bei dem Verlag Huch & friends im Programm. 2014 erschien das Spiel zudem in niederländischer Sprache bei 999 Games.
2017 veröffentlichte HUCH! eine Ausgabe unter dem Namen Haste Worte? Jubiläumsedition mit Spielplan und 40 neuen Karten, die ansonsten jedoch dem Standardspiel entspricht. 2018 erschien ebenfalls bei HUCH! Haste Worte? Das Würfelspiel von Hartwig Jakubik auf der Basis des Standardspiels, bei dem die Kategorien durch Würfel statt Karten vorgegeben werden.

## Belege
1. 1 2 3 4 5 6 7  Spielanleitung Haste Worte?, Huch! 2017.
2. 1 2  Haste Worte? Das Würfelspiel in der Spieledatenbank BoardGameGeek (englisch); abgerufen am 13. November 2018.
3. 1 2  Spielanleitung Haste Worte? Das wortreiche Würfelspiel, Huch! 2019.
4. ↑  Haste Worte?, Versionen bei BoardGameGeek. Abgerufen am 13. November 2018.
5. ↑  Haste Worte? Jubiläumsedition in der Spieledatenbank BoardGameGeek (englisch); abgerufen am 13. November 2018.